# 拉馬斯省
拉馬斯省（西班牙語：Provincia de Lamas），是秘魯的省份，位於該國中北部聖馬丁大區，首府是拉馬斯，始建於1933年10月16日，面積5,040平方公里，2007年人79,075，人口密度為每平方公里15.69人。
6°25′06″S 76°31′14″W / 6.418230°S 76.520687°W